# Sport Club Rio Branco (Rio de Janeiro)
Sport Club Rio Branco foi uma agremiação esportiva da cidade do Rio de Janeiro.

## História
O clube disputou a Segunda divisão do Campeonato Carioca em 1913.

## Estatísticas

### Participações
| Competição          | Temporadas | Melhor campanha     | Estreia | Última | P | R |
| Série B1 do Carioca | 1          | Desconhecido (1913) | 1913    | 1913   | – | – |